# CSV (Dateiformat)
Das Dateiformat CSV steht für englisch Comma-separated values (seltener Character-separated values) und beschreibt den Aufbau einer Textdatei zur Speicherung oder zum Austausch einfach strukturierter Daten. Die Dateinamenserweiterung lautet .csv.
Ein allgemeiner Standard für das Dateiformat CSV existiert nicht, jedoch wird es im RFC 4180 grundlegend beschrieben; es existiert auch der neuere Standard RFC 7111. Die zu verwendende Zeichenkodierung ist ebenso wenig festgelegt; 7-Bit-ASCII-Code gilt weithin als der kleinste gemeinsame Nenner.
In CSV-Dateien können Tabellen oder eine Liste unterschiedlich langer Listen abgebildet werden.
Kompliziertere, beispielsweise geschachtelte Datenstrukturen können durch zusätzliche Regeln oder in verketteten CSV-Dateien gespeichert werden. Um sie in einer Datei abzuspeichern, eignen sich jedoch andere Formate wie JSON, XML oder EDIFACT besser.

## Dateiaufbau
Innerhalb der Textdatei haben einige Zeichen eine Sonderfunktion zur Strukturierung der Daten.
- Ein Zeichen wird zur Trennung von Datensätzen benutzt. Dies ist in der Regel der Zeilenumbruch des dateierzeugenden Betriebssystems – bei dem Betriebssystem Windows sind es in der Praxis oft tatsächlich zwei Zeichen.
- Ein Zeichen wird zur Trennung von Datenfeldern (Spalten) innerhalb der Datensätze benutzt. Allgemein wird dafür das Komma eingesetzt. Abhängig von beteiligter Software und Benutzereinstellungen sind auch Semikolon, Doppelpunkt, Tabulatorzeichen, Leerzeichen oder andere Zeichen üblich.
- Häufig wird zusätzlich ein Feldbegrenzerzeichen (auch: Textbegrenzungszeichen) – normalerweise das Anführungszeichen " – benutzt, das die Daten umschließt, wenn es selbst oder die anderen beiden in dieser Liste genannten Zeichen in den Felddaten vorkommen. Wenn der Feldbegrenzer in den Daten enthalten ist, wird er zudem bei der Ausgabe verdoppelt (siehe Maskierungszeichen).

Der erste Datensatz kann ein Kopfdatensatz sein, der die Spaltennamen definiert.
Jeder Datensatz sollte laut RFC 4180, Absatz 2, Punkt 4 die gleiche Anzahl Spalten enthalten – dies wird aber nicht immer eingehalten.
Wird für die Trennung der Datenfelder das Tabulatorzeichen verwendet, wird das Dateiformat auch als TSV (englisch Tab-separated values) bezeichnet. Es hat den Vorteil, dass Tabulatorzeichen in der Regel nicht in den Nutzdaten vorkommen. Kommen auch keine Zeilenumbrüche darin vor, erübrigt sich die Verwendung eines Feldbegrenzers. TSV kommt oft beim Austausch von Daten zwischen Tabellenkalkulations- und sonstigen Programmen über die Zwischenablage zum Einsatz.

## Formatierung der Datenfelder
Die Formatierung der Daten selbst ist nicht festgelegt. Das bedeutet, dass die verwendeten Formate zwischen den beteiligten Benutzern abgesprochen werden müssen.
Besonders davon betroffen sind:
- Datums- und Zeitangaben
  - Die Reihenfolge der Einzelangaben (Jahr, Monat, Tag, Stunde, Minute, Sekunde, …) kann nicht immer eindeutig erkannt werden.
  - Erschwerend kommt dazu, dass insbesondere bei Datumsangaben national unterschiedliche Trennzeichen genutzt werden.
  - Die kleinste Hürde in diesem Fall ist, dass die Zahlenwerte mit und ohne führende Null vorkommen.

Beispiele:
Ist 04/03/02 der 4. März 2002, der 3. April 2002, der 2. März 2004 oder ein ganz anderer Wert?
Entspricht 8:09 „morgens neun Minuten nach acht“, „20 Uhr 09“ oder ist es eine „Dauer von 8 Minuten und 9 Sekunden“?
- Texte
  - Im Gegensatz zu XML sieht CSV keinen Vermerk des benutzten Zeichensatzes innerhalb der Datei vor. Die verwendete Zeichencodierung sollte zwischen allen Beteiligten im Vorfeld festgelegt werden.
- Zahlenwerte
  - Nach der ursprünglichen Vorgabe für das CSV-Datenformat können Zahlenfelder mit fester Mindestbreite verwendet werden. Dann werden Zahlenwerte mit führenden Nullen ergänzt, um die Mindestbreite zu erhalten.
  - In verschiedenen Ländern haben sich unterschiedliche Dezimal- und Tausendertrennzeichen etabliert. Über Ländergrenzen hinweg können diese Zeichen sogar gegensätzlich benutzt werden.
  - Manchmal wird kein Tausendertrennzeichen eingesetzt.
  - Die Formatfülle von Währungsangaben ist unüberschaubar.
- Leerfeld
  - Der Feldinhalt "" wird manchmal als leerer Inhalt und manchmal als einzelnes Anführungszeichen interpretiert.

## Software
- CSV-Dateien können mit jedem Texteditor oder mit einem speziellen Programm bearbeitet werden.
- Tabellenkalkulationsprogramme und Datenbanksysteme wie z. B. Oracle oder MySQL können CSV-Dateien üblicherweise einlesen und auch exportieren, wobei Einstellungen wie Codierung, Trennzeichen, etwaige Textbegrenzungszeichen und Spaltenüberschriften in der Regel nicht vorgenommen werden können.
- Mit PHP kann eine CSV-Datei mit der Funktion „fgetcsv“ eingelesen werden.[4]
- „tarql“ stellt ein SPARQL-Interface zur Verfügung.
- Um zwei CSV-Dateien miteinander zu vergleichen, kann „csvdiff“ verwendet werden.
- Batch-Werkzeugkästen zur Bearbeitung sind „csvkit“, „csvfix“ und Miller, welches sich an üblichen Unix-Kommandos (cat, tac, tail, sort, uniq etc.) orientiert.

## Anwendungen
- Das CSV-Dateiformat wird oft benutzt, um Daten zwischen unterschiedlichen Computerprogrammen auszutauschen, beispielsweise Datenbanktabellen.
- Die Passwortdatei /etc/passwd der Unix-Benutzerverwaltung ist eine CSV-Datei mit dem Doppelpunkt als Trennzeichen.

## Beispiel
Der folgende Quelltext einer CSV-Datei, mit dem Komma (,) als Feldtrennzeichen und Zeilenumbruch (CR LF) als Datensatz-Trennzeichen sowie mit Spaltenüberschriften in der ersten Zeile:
```
Stunde,Montag,Dienstag,Mittwoch,Donnerstag,Freitag
1,Mathematik,Deutsch,Englisch,Erdkunde,Politik
2,Sport,Deutsch,Englisch,Sport,Geschichte
3,Sport,"Religion (ev., kath.)",Kunst,,Kunst

```

repräsentiert die folgende Tabelle:
| Stunde | Montag     | Dienstag              | Mittwoch | Donnerstag | Freitag    |
| 1      | Mathematik | Deutsch               | Englisch | Erdkunde   | Politik    |
| 2      | Sport      | Deutsch               | Englisch | Sport      | Geschichte |
| 3      | Sport      | Religion (ev., kath.) | Kunst    |            | Kunst      |

In diesem Beispiel werden die Anführungszeichen verwendet, um das Komma zwischen ev. und kath. in der letzten Zeile als Text zu kennzeichnen. Das dritte Element dieser Zeile lautet also Religion (ev., kath.). Außerdem werden alle ASCII-Zeichen in Form des 8-Bit-Zeichensatzes ISO 8859-1 verarbeitet.

## Normen und Standards
Das Dateiformat CSV ist auch als Request for Comments (RFC) spezifiziert:
- RFC: 4180 – Common Format and MIME Type for Comma-Separated Values (CSV) Files. Oktober 2005 (englisch).
- RFC: 7111 – URI Fragment Identifiers for the text/csv Media Type. Januar 2014 (englisch).